# Flota Fluvial del Estado Argentino
La Flota Fluvial del Estado Argentino (FFEA) fue una empresa pública de Argentina que existió entre 1958 y 1995.

## Historia
Fue creada en 1958 por decreto-ley n.º 2772/58 (del 12 de marzo de ese año) del Poder Ejecutivo, bajo la dictadura autodenominada «Revolución Libertadora». Fue constituida con las administraciones generales de Transporte Fluvial y de la Flota Argentina de Navegación Fluvial.
En 1991, en el marco de la reforma del Estado, el Poder Legislativo declaró a la empresa «sujeta de privatización» por medio de la ley n.º 20 045, sancionada el 4 de diciembre de 1991 y promulgada el 20 del mismo mes y año.
El 27 de noviembre de 1995 el ministro de Economía y Obras y Servicios Públicos resolvió dar por finalizada la liquidación.